# Terry Carr
Terry Gene Carr, né le 19 février 1937 à Grants Pass dans l'Oregon et mort le 7 avril 1987, est un écrivain, éditeur et enseignant américain.  

## Vie professionnelle
Terry Carr découvre le fandom de la science-fiction en 1949. Il devient éditeur de fanzines, ce qui l'aidera ensuite à entrer dans le monde de l'édition commerciale. Bien qu'ayant une carrière bien remplie en tant que professionnel de la science-fiction, il continue de participer comme fan jusqu'à sa mort. Il est sélectionné cinq fois pour les Hugos dans la catégorie magazine amateur (1959-1961, 1967-1968), prix qu'il remporte en 1959. Il est également nommé trois fois pour le Hugo du meilleur écrivain amateur (1971-1973), remportant le prix en 1973 et est Fan-invité d'honneur à la WorldCon en 1986. 
Bien qu'il publie au début des années 1960, Carr se concentre sur l'édition. Il travaille d'abord pour Ace Books, créant la série Ace Science Fiction Specials (en), dans laquelle sont publiés, entre autres, La Main gauche de la nuit de Ursula K. Le Guin et Rite de Passage d’Alexei Panshin.
À la suite de conflits avec le directeur de Ace, Donald A. Wollheim, il travaille à son compte. Il publie une série d'anthologies d'histoires originales sous le titre Universe et la série The Best Science Fiction of the Year (en) de 1972 à sa mort en 1987. Dans le même temps, il publie également plusieurs anthologies uniques. Il est sélectionné 13 fois pour le Hugo du meilleur éditeur professionnel (1973-1975, 1977-1979, 1981-1987), le remportant deux fois (1985 et 1987). Sa victoire en 1985 est la première d'un éditeur indépendant.
Carr enseigne au Clarion Workshop de l'université d'État du Michigan en 1978, où il a comme étudiante Pat Murphy.
Ses papiers et sa grande collection de fanzines ont rejoint la collection Eaton (en) de science-fiction à l'université de Californie à Riverside.

## Vie personnelle
Terry Carr épouse en 1959 une autre fan de SF, Miriam Dyches, mais ils divorcent deux ans plus tard. La même année, Carr épouse Carol Stuart, avec laquelle il reste marié jusqu'à sa mort. Sous le nom de Carol Carr, elle vend également de la science-fiction : You Think You've Got Troubles (1969), Inside (1970), Some Are Born Cats (1973, avec Terry Carr), Wally a Deux (1973) et Tooth Fairy (1984).
Terry Carr meurt le 7 avril 1987 d'une insuffisance cardiaque. Une cérémonie regroupant la communauté SF se tient le 30 mai au parc Tilden (en) à Berkeley. Une anthologie originale de science-fiction, Terry's Universe, est publiée l'année suivante ; tous les bénéfices sont reversés à sa veuve.

## Œuvres

### Romans
- (en) Warlord of Kor, 1963
- (en) Invasion From 2500, 1964Sous le nom de Norman Edwards, Écrit avec Ted White.
- (en) Cirque, 1977

### Nouvelles traduites
- Amitié sur Mars, 1966 ((en) Hop-friend, 1962)
- Le Saut dans le vide, 1965 ((en) Brown Robert, 1962)
- La Pierre de touche, 1965 ((en) Touchstone, 1964)
- La Belle endormie, 1968 ((en) Sleeping beauty, 1967)
- Détruire une ville, 1971 ((en) City of yesterday, 1967)
- Les Robots sont là !, 1968 ((en) The robots are here, 1967)
- La Danse des Trois et du Changeur de vie, 1969 ((en) The dance of the Changer and the Three, 1968)
- Rêve stellaire, 1974 ((en) Star dream, 1969)Écrit avec Alexei Panshin.
- Les Couleurs de la peur, 1983 ((en) The Colors of Fear, 1974)
- Le Meilleur des mondes possibles, 1988 ((en) You got it, 1987)

### Collections
- (en) The Incompleat Terry Carr, 1972
- (en) The Light at the End of the Universe, 1976
- (en) Fandom Harvest, 1986

### Anthologies

#### World's Best Science Fiction
Ces anthologies sont dirigés avec Donald A. Wollheim.
- (en) World's Best Science Fiction: 1965, 1965
- (en) World's Best Science Fiction: 1966, 1966
- (en) World's Best Science Fiction: 1967, 1967
- (en) World's Best Science Fiction: 1968, 1968
- (en) World's Best Science Fiction: 1969, 1969
- (en) World's Best Science Fiction: 1970, 1970
- (en) World's Best Science Fiction: 1971, 1971

#### The Best Science Fiction of the Year
- (en) The Best Science Fiction of the Year, 1972
- (en) The Best Science Fiction of the Year #2, 1973
- (en) The Best Science Fiction of the Year #3, 1974
- (en) The Best Science Fiction of the Year #4, 1975
- (en) The Best Science Fiction of the Year #5, 1976
- (en) The Best Science Fiction of the Year #6, 1977
- (en) The Best Science Fiction of the Year #7, 1978
- (en) The Best Science Fiction of the Year #8, 1979
- (en) The Best Science Fiction of the Year #9, 1980
- (en) The Best Science Fiction of the Year #10, 1981
- (en) The Best Science Fiction of the Year #11, 1982
- (en) The Best Science Fiction of the Year #12, 1983
- (en) The Best Science Fiction of the Year #13, 1984
- (en) Terry Carr's Best Science Fiction of the Year, 1985
- (en) Terry Carr's Best Science Fiction of the Year #15, 1986
- (en) Terry Carr's Best Science Fiction and Fantasy of the Year #16, 1987

#### Universe
- (en) Universe 1, 1971
- (en) Universe 2, 1972
- (en) Universe 3, 1973
- (en) Universe 4, 1974
- (en) Universe 5, 1975
- (en) Universe 6, 1976
- (en) Universe 7, 1977
- (en) Universe 8, 1978
- (en) Universe 9, 1979
- (en) Universe 10, 1980
- (en) Universe 11, 1981
- (en) Universe 12, 1982
- (en) Universe 13, 1983
- (en) Universe 14, 1984
- (en) Universe 15, 1985
- (en) Universe 16, 1986
- (en) Universe 17, 1987

#### Autres anthologies
- La Science-fiction pour ceux qui détestent la science-fiction, Denoël, coll. « Présence du futur » no 107, 1968 ((en) Science Fiction for People Who Hate Science Fiction, 1966)
- (en) New Worlds of Fantasy, 1967
- (en) On our way to the future  (ill. Charles Gross), New York, Ace Books, 1970, 253 p. (OCLC 5543995, lire en ligne)
- (en) Dream's Edge, 1980

## Souvenirs subjectifs de son ami Robert Silverberg
Dans le recueil Mon nom est Titan, sélection des 23 meilleures nouvelles de Robert Silverberg publiées entre 1988 et 1997, Silverberg fait précéder chaque nouvelle d'une petite introduction. En introduction à la nouvelle La Maison en os, publiée dans Terry's Universe en l'honneur de Terry Carr, il s'exprime sur son ami :
« Terry Carr était un directeur d'anthologie et de collection doué auquel on doit la parution de plusieurs chefs-d'œuvre de la science-fiction (…). Écrivain par trop sous-estimé qui a publié une nouvelle reconnue (…) et beaucoup d'autres qui n'ont pas retenu l'attention qu'elles méritaient, c'était aussi un être chaleureux, honnête et drôle que j’ai eu l'honneur de compter parmi mes plus proches amis durant près de trente ans. Il manquait hélas de résistance physique. Quoique grand et athlétique, il a vu sa santé se dégrader passé quarante-cinq ans, et au printemps 1987, deux mois après son cinquantième anniversaire, il est mort, à l'issue d'un déclin graduel dont, pour l'essentiel, seul son cercle d'intimes a eu connaissance. (…) La préhistoire fascinait Terry, qui croyait par ailleurs à la bonté intrinsèque des êtres humains, aussi peu probable qu'elle paraisse si l'on ne se fiait qu'aux apparences. » 

### Sources et bibliographie
- (en) Donald H. Tuck (en), The Encyclopedia of Science Fiction and Fantasy, Chicago, Advent (en), 1974, 93 p. (ISBN 0-911682-20-1)
- (en) Donald H. Tuck, The Encyclopedia of Science Fiction and Fantasy, Chicago, Advent, 1978, 467 p. (ISBN 0-911682-22-8)
- Plaid Works: Electronic OtherRealms #16